# Jahsha Bluntt
Jahsha Lavone Bluntt (Los Angeles, 16 giugno 1984) è un ex cestista statunitense.